# Oleksandrivka (Fontanka), Odesa
Oleksandrivka (în ucraineană Олександрівка) este un sat în comunei Fontanka din raionul Odesa, Ucraina.

## Demografie
Componența lingvistică a comunei Oleksandrivka
     Ucraineană (77,02%)
     Rusă (21,59%)
     Alte limbi (1,15%)
Conform recensământului din 2001, majoritatea populației comunei Oleksandrivka era vorbitoare de ucraineană (77,02%), existând în minoritate și vorbitori de rusă (21,59%).